# Bathing Beauties

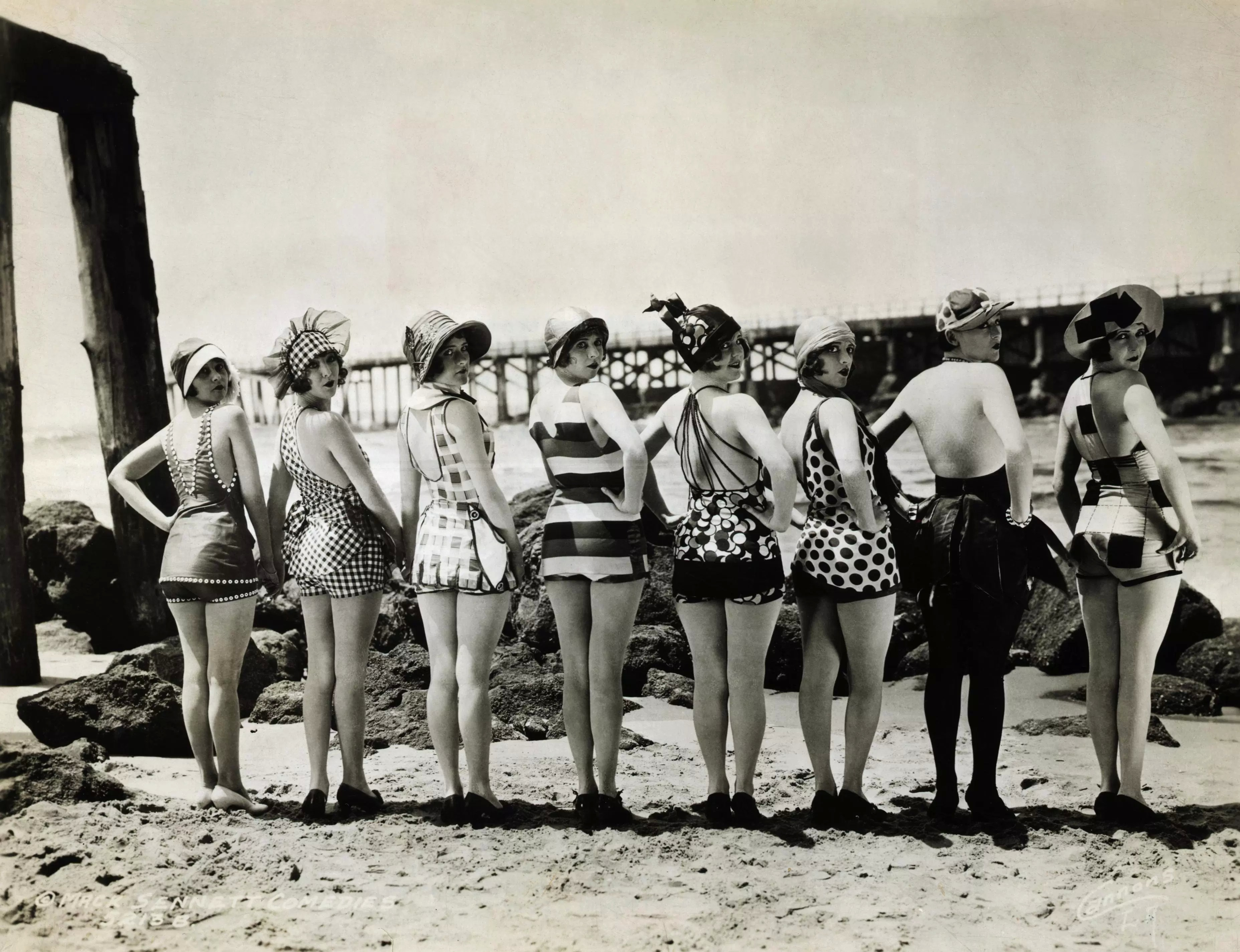
Bathing Beauties de Mack Sennett.

Les Bathing Beauties (« Beautés au bain ») était le surnom collectif donné aux actrices des comédies burlesques et slapstick de Mack Sennett. Elles apparurent en 1910 dans les films muets vêtues d'un maillot de bain et se pavanaient à l'écran.
Elles participaient également à la promotion des films de Mack Sennett, comme par exemple le film de 1919 Yankee Doodle in Berlin, diffusé dans la chaîne de théâtres d'Orpheum et de Keith, faisant l'objet d'une tournée dans plus de 40 théâtres et de 36 villes. 
Elles disparurent à l'arrivée du cinéma parlant. Parmi elles, on comptait Juanita Hansen, Phyllis Haver, Louise Fazenda, Marion Aye, Mabel Normand, Carole Lombard, Josephine Cogdell, Myrtle Lind, Gloria Swanson, Vera Steadman et Virginia Fox.
Mack Sennett a dit à leur propos dans ses mémoires : « Même si elles ne font rien, elles serviront de décor... ».

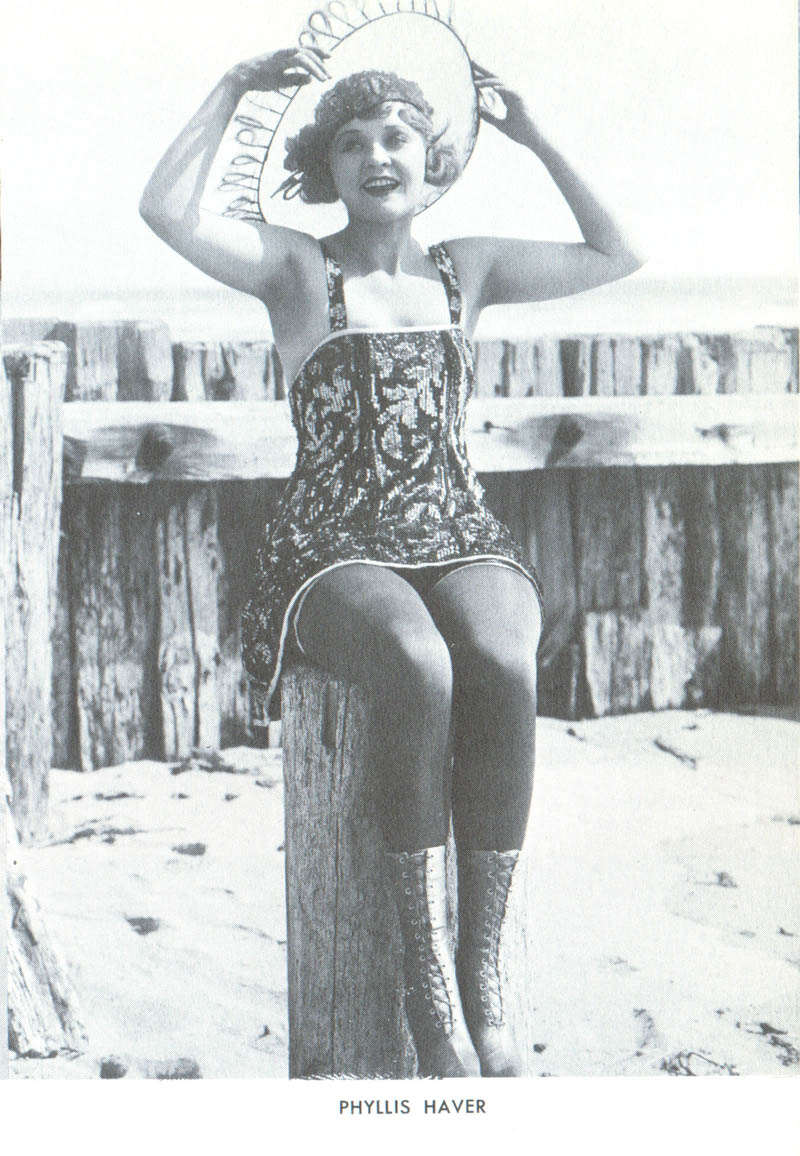
Phyllis Haver en 1917.
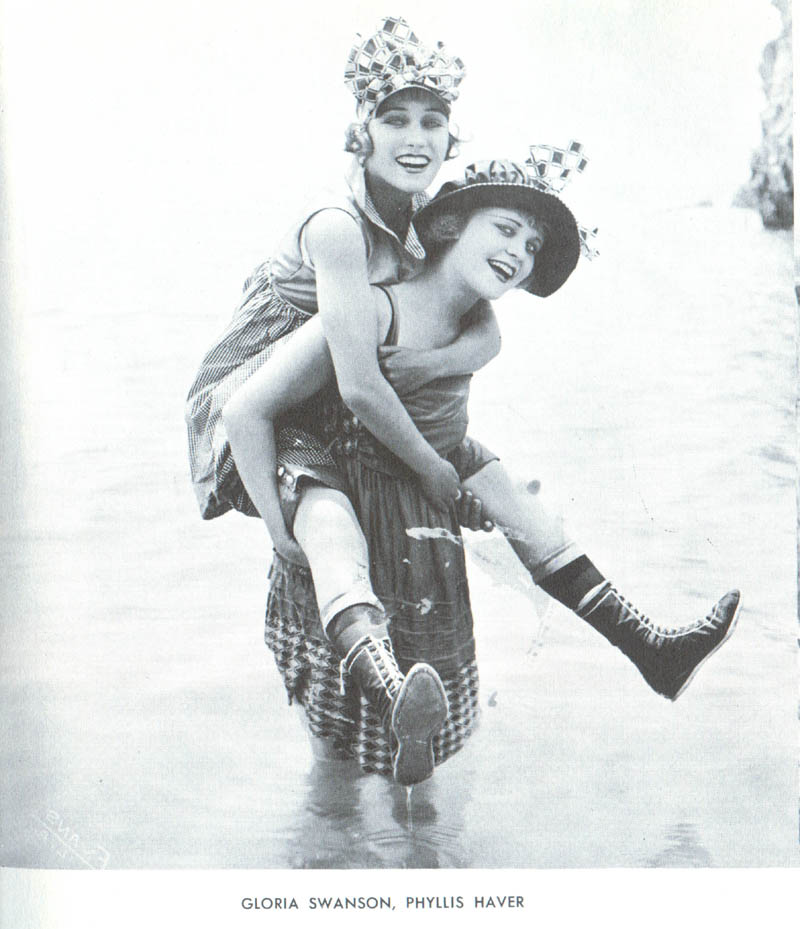
Gloria Swanson et Phyllis Haver.
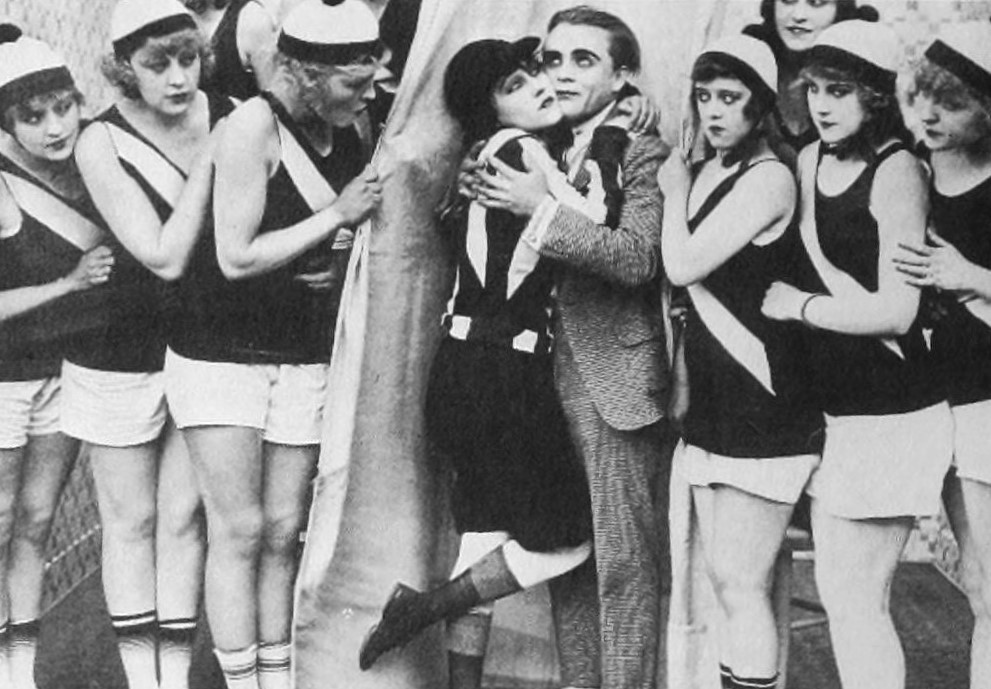
Gloria Swanson, Bobby Vernon et les Bathing Beauties en 1917.
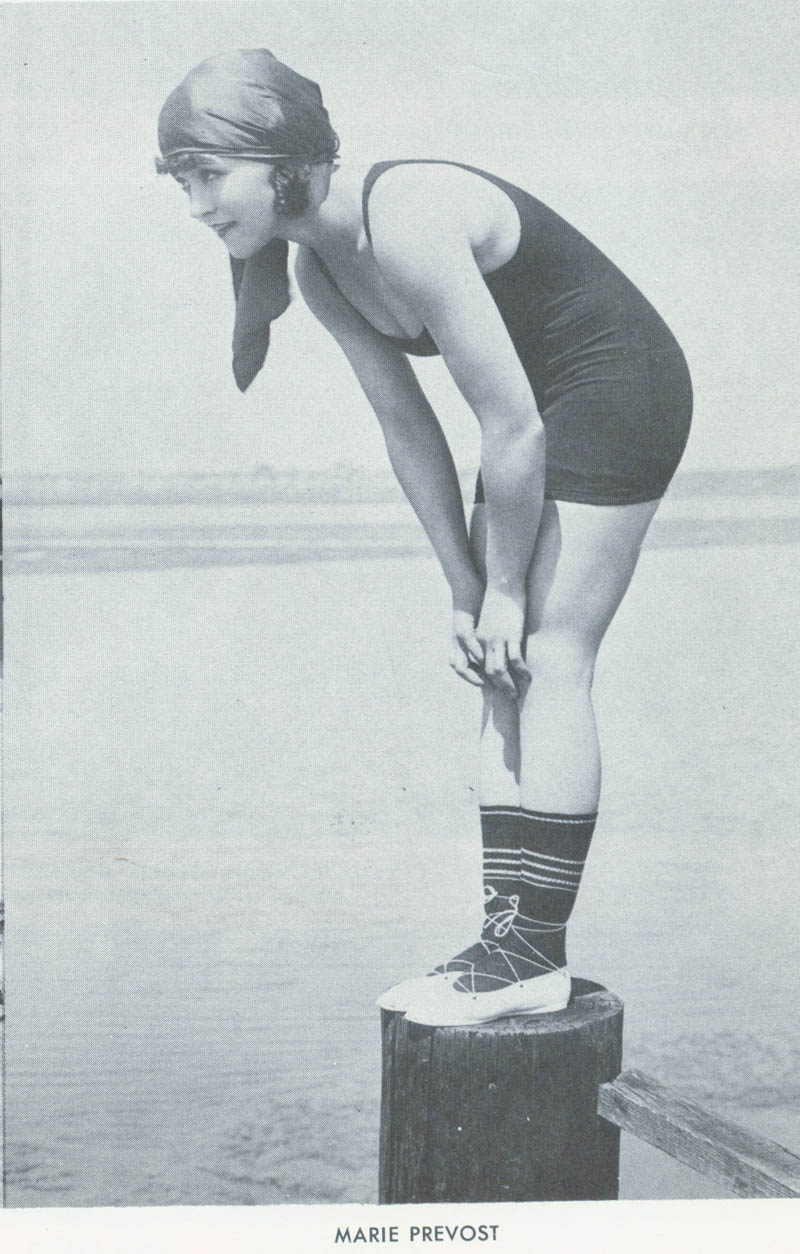
Marie Prevost en 1917.
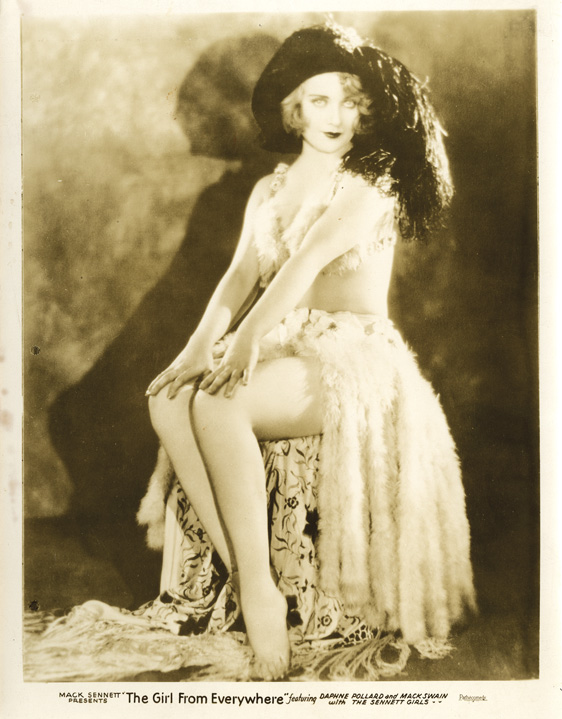
Carole Lombard en « Sennett girl » dans The Girl from Everywhere (1927).